# Kadison-Singer-Problem
Das Kadison-Singer-Problem von Richard Kadison und Isadore Singer ist ein 1959 aufgestelltes Problem in der Theorie der Operatoralgebren. Es fragt danach, ob bestimmte Erweiterungen von linearen Funktionalen auf bestimmten Operatoralgebren (bestimmte C*-Algebren) eindeutig sind. Es wurde 2013 von Adam W. Marcus, Daniel Spielman und Nikhil Srivastava gelöst.

## Hintergrund und Geschichte
Das Problem hat seine Wurzeln in der Quantenmechanik, in der ein Quantenzustand zunächst für eine maximale Zahl miteinander kommutierender selbstadjungierter Operatoren (MASA, maximally abelian self adjoint algebra of operators) charakterisiert wird. Die Operatoren wirken dabei in der Quantenmechanik auf unendlichdimensionalen Vektorräumen von Funktionen (Hilbert-Räumen). Dazu wird eine Wahrscheinlichkeitsverteilung der zu den Operatoren der MASA gehörenden Observablen festgelegt (sogenannter reiner Zustand). Die Wahrscheinlichkeitsverteilung ist ein lineares Funktional des MASA mit bestimmten Positivitätseigenschaften (wegen der Interpretation als Wahrscheinlichkeit). Danach wird der reine Zustand auf die anderen Observablen ausgedehnt, die den nicht-kommutierenden Operatoren entsprechen. Die Frage ist, ob das in eindeutiger Weise möglich ist, wie das Paul Dirac in seinem Buch The Principles of Quantum Mechanics vermutete.
Die Antwort hängt davon ab, welche Art von MASA betrachtet wird. Im allgemeinen Fall (diffuse MASA) zeigten Kadison und Singer, dass es reine Zustände gibt, die nicht eindeutig fortgesetzt werden können. Beschränkt man die MASA auf Projektionsoperatoren auf eindimensionale Unterräume (sogenannte atomare MASA) – bei Operatoren auf endlichdimensionalen Vektorräumen (Matrizen) wären das Diagonalmatrizen – ist die Frage nach der eindeutigen Fortsetzbarkeit reiner Zustände als Kadison-Singer-Problem bekannt.
Das Kadison-Singer-Problem hängt mit anderen offenen Problemen und mit Anwendungen zusammen zum Beispiel aus Signaltheorie, linearer Algebra und Graphentheorie. Insbesondere wurde es 1979 von Joel Anderson als äquivalent zu einer Vermutung (paving conjecture) in endlichdimensionalen Vektorräumen gezeigt. In einer anderen endlichdimensionalen Formulierung wurde es dann von Marcus, Spielman und Srivastava 2013 in positivem Sinn gelöst.

## Formulierung
Betrachtet wird der Folgenraum {\displaystyle \ell ^{2}} (ein separabler Hilbertraum) und die C*-Algebren {\displaystyle B} aller stetigen linearen Operatoren (beschränkte lineare Operatoren) auf {\displaystyle \ell ^{2}} und {\displaystyle D} der diagonalen stetigen linearen Operatoren auf {\displaystyle \ell ^{2}}.
Ein Zustand einer C*-Algebra {\displaystyle A} ist ein stetiges lineares Funktional {\displaystyle \varphi \colon A\to \mathbb {C} }, so dass {\displaystyle \varphi (I)=1} ({\displaystyle I} steht für die multiplikative Identität der Algebra) und {\displaystyle \varphi (T)\geq 0} für jedes {\displaystyle T\geq 0}. Der Zustand heißt rein, falls er extremal ist (das heißt keine Linearkombination anderer Zustände). Nach dem Satz von Hahn-Banach kann ein Funktional auf {\displaystyle D} zu einem solchen auf {\displaystyle B} erweitert werden. Kadison und Singer vermuteten, dass die korrespondierende Erweiterung reiner Zustände eindeutig ist.

## Endlich-dimensionale Formulierung von Anderson
Joel Anderson bewies die Äquivalenz zu einer Vermutung in endlichdimensionalen Vektorräumen, die er paving conjecture nannte:
Für jedes {\displaystyle \epsilon >0} existiert eine natürliche Zahl {\displaystyle k}, so dass gilt: Für jedes {\displaystyle n} und jeden linearen Operator (Matrix) {\displaystyle T} auf dem {\displaystyle n}-dimensionalen Hilbertraum {\displaystyle \mathbb {C} ^{n}}, dessen Diagonalelemente verschwinden, gibt es eine Aufteilung von {\displaystyle \{1,\dots ,n\}} in {\displaystyle k} Mengen {\displaystyle A_{1},\dots A_{k}}, so dass
{\displaystyle \|P_{A_{j}}TP_{A_{j}}\|\leq \epsilon \|T\|\quad {\text{für alle}}\,\,j=1,\ldots ,k.}
Dabei entspricht der Operator {\displaystyle P_{A_{j}}} der Projektion auf den Untervektorraum, der von den Standard-Einheitsvektoren entsprechend der Indexmenge {\displaystyle A_{j}} aufgespannt wird. {\displaystyle P_{A_{j}}TP_{A_{j}}} ist die Matrix, die aus der Matrix {\displaystyle T} entsteht, indem alle Elemente von Spalten und Reihen, die nicht Indizes aus {\displaystyle A_{j}} entsprechen, gleich Null gesetzt werden. {\displaystyle \|A\|} ist die Matrixnorm.

### Bourgain-Tzafriri-Vermutung
Außerdem ist das KS-Problem äquivalent zur Bourgain-Tzafriri-Vermutung.

## Endlich-dimensionale Formulierung von Weaver und Lösung 2013
Das Problem wurde 2013 von den Informatikern Adam Marcus, Daniel Spielman und Nikhil Srivastava in positivem Sinn gelöst (eine eindeutige Fortsetzung ist möglich). Sie lösten das (nach Nik Weaver) äquivalente Problem aus der linearen Algebra:
Gegeben seien {\displaystyle \alpha >0} und Vektoren {\displaystyle {\vec {v}}_{i}\in \mathbb {R} ^{n}} ({\displaystyle i=1,\cdots ,m}) mit {\displaystyle \sum _{i}{\langle {\vec {v}}_{i},{\vec {x}}\rangle }^{2}=1} für jedes {\displaystyle \|{\vec {x}}\|=1} und {\displaystyle {\|{\vec {v}}_{i}\|}^{2}\leq \alpha }. Dann gibt es eine Aufteilung {\displaystyle T_{1}\bigcup T_{2}} von {\displaystyle \{1,2,\cdots ,m\}} mit
{\displaystyle \left|\sum _{i\in T_{j}}{\langle {\vec {v}}_{i},{\vec {x}}\rangle }^{2}-{\frac {1}{2}}\right|\leq 5\cdot {\sqrt {\alpha }}}
für alle {\displaystyle \|{\vec {x}}\|=1} und {\displaystyle j=1,2}.
Die Formulierung stammt aus der Diskrepanz-Theorie, denn die Ungleichung kann so interpretiert werden: Eine quadratische Form (gegeben durch die {\displaystyle {\vec {v}}_{i}}) kann auf der Einheitssphäre so in zwei Teile zerlegt werden kann, dass sie auf den beiden Teilen dem Wert {\displaystyle {\tfrac {1}{2}}} beliebig nahe kommen.
Für den Beweis benutzten Spielman, Marcus und Srivastava nur elementare lineare Algebra, Wahrscheinlichkeitstheorie und elementare Analysis und nutzten Zufalls-Polynome.
Der Satz hat in dieser Formulierung auch Anwendung auf die Zerlegung von Graphen (Marcus, Spielman, Srivastata bewiesen gleichzeitig die Existenz k-regulärer Ramanujan-Graphen für beliebiges {\displaystyle k}).